# Magnetyzer (instalacje wodne)
Magnetyzer – urządzenie stosowane w instalacjach wodnych, którego zadaniem jest zapobieganie osadzaniu się kamienia kotłowego na wewnętrznej powierzchni rur, armatury i urządzeń.

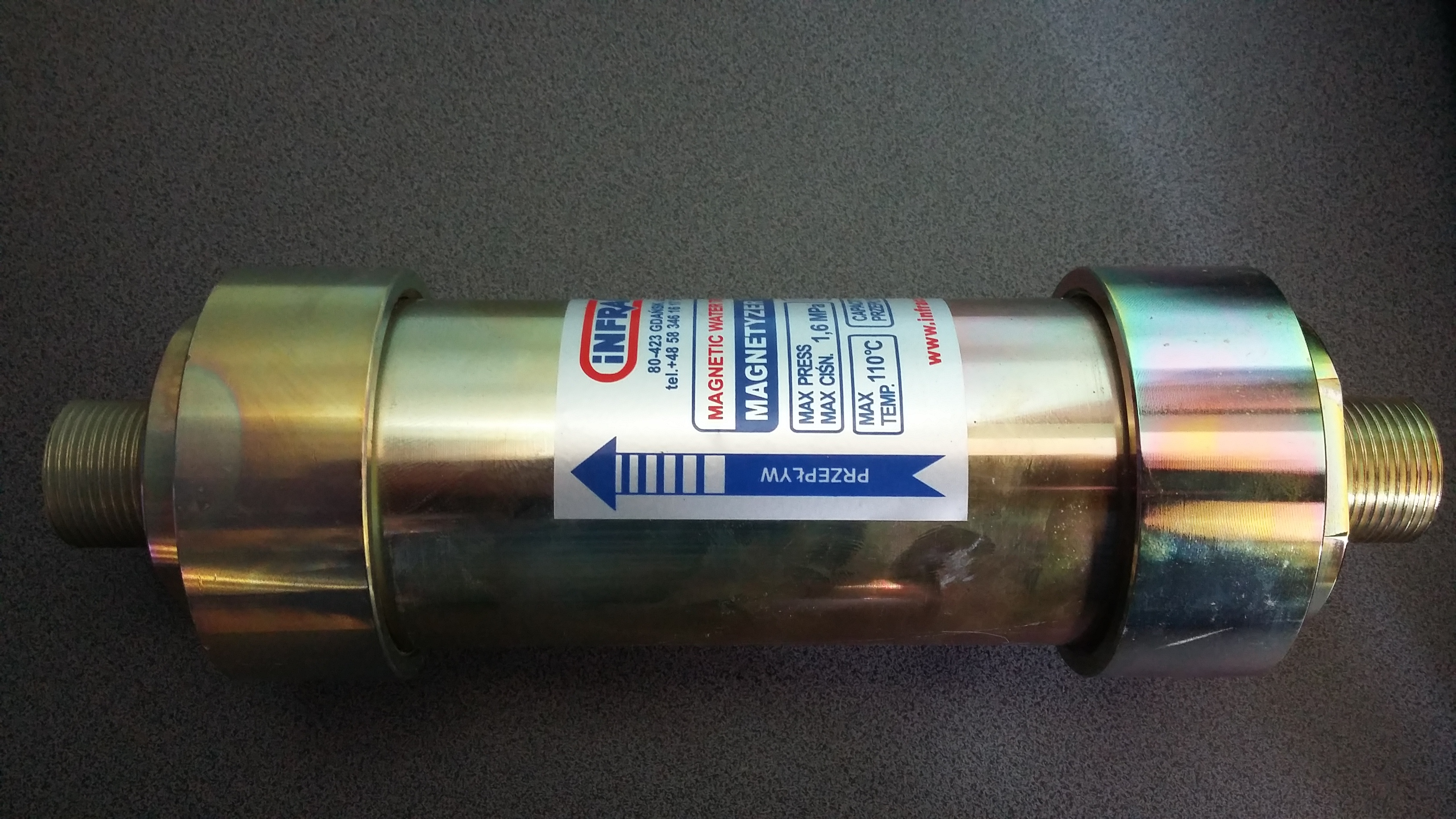
Magnetyzer MI 0

Efektywność tego typu urządzeń jest kontrowersyjna. Zwykle stosowane są inne sposoby zapobiegania osadzaniu się kamienia.

## Zastosowanie
Magnetyzery stosuje się tam, gdzie mamy do czynienia z wodą o dużej twardości (znacznej zawartości soli węglanu wapnia i magnezu) oraz gdzie występuje zjawisko podgrzewania (chłodzenia) wody. Najczęściej stosuje się je w instalacjach do ochrony:
- kotłów wodnych i parowych,
- wymienników ciepła,
- chłodnic kominowych i zraszaczy,
- przepływowych podgrzewaczy wody,
- zmywarek naczyń i pralek automatycznych.

## Skład chemiczny wody
Na zmniejszenie efektu działania magnetyzera mogą wpływać:
- zbyt duża zawartość jonów żelaza – powyżej 0,5 mg/dm³
- zbyt duża zawartość krzemionki – powyżej 40,0 mg/dm³
- zbyt duża zawartość całkowita soli – powyżej 2000 mg/dm³
- zbyt niskie pH
- napowietrzenie uzdatnianej wody
- zbyt duża zawartość chlorków i siarczanów

## Zasada działania
W wodzie poddanej działaniu pola magnetycznego zahamowana zostaje krystalizacja węglanów (głównie kalcytu) w wyniku zainicjowania konkurencyjnego procesu, aktywacji koloidalnego roztworu krzemionki, która następnie absorbuje jony wapnia, magnezu i innych metali i wytrąca się jako bezpostaciowy skoagulowany aglomerat (aragonit). Prawdopodobnym mechanizmem aktywacji krzemionki koloidalnej jest deformacja warstwy rozmytej pod wpływem siły Lorentza, co prowadzi do zwiększonego stężenia kationów w warstwie absorpcyjnej ujemnie naładowanej krzemionki.

### Kontrowersje
Efektywność tego typu urządzeń jest przedmiotem kontrowersji od lat 50. XX w. W biuletynie technicznym "Magnetic Water Treatment" opracowanym przez U.S. Army Corps of Engineers w 2001 roku stwierdzono brak efektywności magnetyzerów jako urządzeń ograniczających osadzanie się kamienia kotłowego. Niektóre stany USA i prowincje Kanady zabroniły sprzedaży niektórych tego typów urządzeń, bądź wydały ostrzeżenia dla konsumentów stwierdzające, że urządzenia te nie działają.

## Urządzenia współpracujące z magnetyzerami
Zastosowanie magnetyzera na instalacji wodnej nie zmienia składu chemicznego wody, ani jej właściwości chemicznych. Istniejące w wodzie węglany nadal w niej krążą – tyle że w postaci mulistych osadów, a nie osadzają się na ściankach instalacji w postaci kamienia kotłowego. Dlatego oprócz magnetyzera w instalacjach wodnych zalecane jest stosowanie odmulaczy i filtrów magnetycznych, które zatrzymują szlam krążący w rurociągach.

## Zalety stosowania magnetyzerów
Ekonomicznym uzasadnieniem montażu tych urządzeń jest oszczędność energii oraz mniejsza awaryjność instalacji. Instalacja z kamieniem kotłowym rodzi problemy w postaci:
- zmniejszenia drożności rur, a tym samym zwiększenia energii na tłoczenie wody;
- kamień kotłowy na powierzchni urządzeń grzewczych jest przyczyną przegrzewania urządzeń (awarie np. grzałek podgrzewaczy przepływowych cwu bądź automatycznych pralek czy zmywarek);
- osady kamienia kotłowego są przyczyną częstych awarii wymienników czy delikatnej armatury ciepłowniczej: zaworów, liczników ciepła;
- kocioł wodny lub parowy, albo wymiennik ciepła z kamieniem kotłowym na ściankach ma dużo mniejszą wydajność cieplną (przewodność cieplna kamienia kotłowego jest około 20 razy mniejsza niż stali)

## Inne sposoby zapobiegania tworzeniu się kamienia kotłowego w instalacjach wodnych
W standardowych instalacjach wodociągowych i grzewczych w budynkach mieszkalnych i użyteczności publicznej w Polsce obecnie bardzo rzadko stosuje się magnetyzery. Dużo popularniejszym rozwiązaniem są stacje uzdatniania wody, które oprócz mechanicznego oczyszczania wody, zawierają również zmiękczacz wody.   
Magnetyzery częściej stosuje się w instalacjach przemysłowych, ale i tu ważnym czynnikiem jest skład chemiczny wody.